# Понте Сан Пиетро
По̀нте Сан Пиѐтро (на италиански: Ponte San Pietro, на източноломбардски: Put San Piero, Пут Сан Пиеро) е град и община в провинция Бергамо, регион Ломбардия, Северна Италия.  Разположен е на 224 m надморска височина. Населението на общината е 11 722 души (към 1 януари 2023 г.), от които 2154 чужди граждани, сред които и 4 български.

## Физическа география
Понте Сан Пиетро се намира на брега на река Брембо, която разделя града на две отделни части. Разположен на около 7 километра западно от град Бергамо, той се смята за първият град, идвайки от Бергамо в Изола – географска област, включваща 21 общини и ограничена от водите на двете главни реки, Ада и Брембо, и от ясното разделение на долините и Бергамските Алпи и Предалпи отпред. 
Общината граничи с Брембате ди Сопра и Валбрембо на север, Презецо и Бонате Сопра на юг, Мапело и Презецо на запад, и Курно и Моцо на изток.

## История
Смята се, че името произлиза от наличието на малък мост над река Брембо и приложената малка църква, посветена на Свети Петър през 881 г., чрез нотариален акт, в който се посочва „Basilica Sancti Petri sita ad pontem Brembi“ („Базилика на Св. Петър, разположена на моста над Брембо“). Понте Сан Пиетро от самото си възникване обаче остава транзитна зона в точка от коритото на Брембо, която е трудна за преминаване с лодка: следователно едва 200 години по-късно е поставено началото на първите поселения от едната страна на реката (S. Petri de là) до другата (S. Petri de za).
Манфредино Де Мелиоратис в последните години на 13 век построява замък в историческия център, унищожен от венецианците в началото на 18 век. Част от разрушените материали са използвани повторно за построяването на първата малка селска църква – тази, която винаги ще бъде запомнена от хората като Старата църква. Докладът за построяването на второстепенната църква (т.е. на малка църква, зависима от енорийската), посветена на Свети Петър, е одобрен през 1708 г. и работите започват през същата година, за да завършат през 1722 г. Тази църква прави възможно реконструирането на някои от историческите събития в града, като запазва някои писания и погребения от векове, особено по време на периода на чумата.
През 18 век в Соторива ди Локате в подселище Локате Бергамаско е построена вилата Мапели Моци – резиденция в неокласически стил, много подобна на по-известната Кралска вила в Монца. През 1773 г. тя е разширена в новата си форма, следователно преди Кралската вила на Монца, проектирана през 1777 г. Вътре има стенописи на Винченцо Анджело Орели, като например Homo faber suae fortunae, и на Паоло Винченцо Бономини.
През 19 век се извършва изграждането на някои обществени съоръжения. През 1809 г., след Кралски указ от 1806 г., общественото гробище е построено извън градските райони (в района до гарата). През 1864 г., след построяването на железницата, гробището е преместено на сегашното си място. От 1825 г. обаче е поискана реставрация на градския мост. Едва през 1834 г. е одобрено изграждането на нов мост над река Брембо, но по това време не са представени оферти за извършване на работата. Окончателният договор е сключен през 1835 г. и работата започва през следващата година, за да завърши през 1837 г.
През 1930 г. са построени Паркът на паметта (Parco delle Rimembranze) и Фамедио – паметник, посветен на загиналите. През 1934 г. е завършена новата църква, посветена на Св. св. Петър и Павел. Тази църква се отличава от старата преди всичко с големината си и много високата си камбанария (чийто строеж е извършен между 1955 и 1957 г.), която в този период става център за християнска среща както за местното население, така и за цялата бергамска Изола.
Както през Първата, така и през Втората световна война, Понте Сан Пиетро често е бомбардиран поради своите мостове (железопътни и пътни), които позволяват доставката на военни материали между Бергамо и Милано. Мостовете са повредени от поредица от набези (през ноември 1944 г. пътният мост е повреден, а на 1 януари 1945 г. арката на железопътния мост е сериозно повредена) и голяма част от околността е опустошена от бомби, хвърлени от самолети. От 28 април 1916 г. е щабът на 1-ви отдел на 37-ма ескадрила, който остава там до 25 август 1917 г., а от 26 октомври 1917 г. е летище на секция на 122-ра ескадрила до 30 ноември 1918 г. Там на 31 октомври 1918 г. там е роден 65-ти ескадрон, който остава там до 15 февруари 1919 г. По време на Втората световна война първата бомбардировка е извършена през юли 1944 г., докато втората е извършена през октомври и е по-смъртоносна, тъй като разрушава голям брой сгради в града. Последното въздушно нападение е на 22 април 1945 г., няколко дни след края на войната на италианска територия.
В коледната нощ на 2009 г. поради неизправност язовирът на река Брембо е затрупан и разрушен от водата, така че по-късно е заменен с нов, със съвсем различен механизъм.

## Антропогенна география

### Квартали

#### Клиника
Това е малък и тих градски център. В него се намира Полинклиниката „Св. Петър“ – болница, построена в началото на 1960-те години.

#### Бриоло
Разположен в североизточната част на града, до 2004 г. има население от около 1000 души и е отделен от Понте Сан Петро с малка необработена зелена площ. От този период паркът е напълно заменен с нови сгради, които увеличават броя на жителите на квартала до около 2000 души. На територията му има две малки църкви с две напълно различни истории. „Св. Марк“, по-малката, първоначално е малък параклис, потопен в полетата, където в древни времена са погребвани жертвите на голямата зараза с чума. Повечето стенописи в този параклис са посветени на темата за танца на смъртта. От 1980-те г. насам е възстановен от местния отряд на Корпуса на Алпийските войски, който чрез обновяване и разширяване го превръщат в истински дом за поклонение. На 25 април всяка година – празникът на светеца-покровител, на когото е посветен, се провежда празник в присъствието на представители на алпийските войски, които сега са неразривно свързани с това място за поклонение. Втората църква, посветена на култа към Св. Архангел Михаил, е разположена в най-старата селска къща в Бриоло, която датира от началото на 19 век, когато целият квартал не е нищо друго освен голямо пространство от полета. Честването на патрона в тази църква на 29 септември е опорната точка на двуседмичните празненства, които се провеждат по улиците на квартала и включват всички негови жители. Бриоло граничи на север с община Валбрембо, на запад, разделена от река Брембо, с община Брембате ди Сопра и на изток с община Моцо.

#### Селище „Санта Мария“
Състои се от работническо селище за работници, работещи в аеронавигационния механичен сектор, построено от семейство Капрони – индустриалци между 1930-те и 1940-те г. Селището е построено от 1935 до 1942 г. от Джовани Батиста Капрони, който купува няколко хектара земя между общините Понте Сан Пиетро и Презецо. Амбициозният му проект  предвижда обграждане на фабриките - подобно на това, което вече се случва в реалностите на работническата класа, като например Креспи д'Ада - истинско селище, в което да се настанят някои фабрични работници и техните семейства. Новороденото селище е оборудвано с всяка необходима структура: в допълнение към къщите на работещите семейства (пълни с градина и зеленчукова градина), селото е оборудвано с църква, спортно игрище, обслужваща сграда, ТЕЦ, водна кула и други обществени структури. Селището Капрони придобива своята окончателна (незавършена) форма около годините непосредствено след Втората световна война и неговото геометрично правилно оформление е все още разпознаваемо днес. Селището остава собственост на една фирма до 1950-те години, когато няколко сгради, предимно жилищни, са продадени на други частни лица.

### Подселища

#### Локате Бергамаско
Първоначално Локате е обявен за община в провинция Бергамо. Територията му включва териториите на Соторива и районите около болницата (обикновено наричана „Клиника“). Железопътната гара също е била част от територията на Локате. През 1863 г. то приема името Локате Бергамаско. През 1927 г. Локате Бергамаско с всичките си територии е обединен в община Понте Сан Пиетро. Произходът на името му може да бъде проследен до характеристиките на неговата територия, много плодородна и култивирана от древни времена. Всъщност "Locate" произлиза от латинската дума "locatum" (от locus в смисъла на ager), което означава „култивирано поле“.

##### Вила „Мапели-Моци“
Внушителната сграда се намира в Соторива – изолирано място по отношение на селището. Построена е през 18 век върху предишна конструкция от 17 век, предшестваща линиите на Кралската вила в Монца. През 1809 г. семейство Моци, което притежава вилата, се съединява със семейство Мапели, когато Анджела Моци, последната потомка на семейството, се омъжва за благородника Джироламо Мапели.
Изисканата живописна украса на залите е дело на Паоло Винченцо Бономини и Джузепе Антонио Орели. Малката църква, по желание на бащата Луиджи Моци има гипсови декорации от Карло Камуцио и стенописи от Федерико Ферари.

## Икономика
Късото разстояние от Бергамо означава, че Понте Сан Пиетро се превръща в транзитен пункт и пазарна зона за търговия за целия остров. Поради това много компании избират да се установят в него от началото на 20 век. По-специално Legler – промишлено предприятие за производство на текстил, което обхваща няколко квадратни километра от площта на града и което прави възможно, особено след войната, да се осигури работа и благополучие на местното население. Част от бившия комплекс Legler е продаден на компанията Аруба – италианския гигант на интернет услугите и през октомври 2017 г. в града е открит Global Cloud Data Center – третият център за данни на групата в Италия.
Други индустрии, които правят града жизненоважен, са аеронавигационните индустрии през Първата и Втората световна война, сред които Cantieri Aeronautici Bergamaschi (CAB) на групата Капрони (Carlos Alessandro Mapelli Mozzi Parodi) (преобразувани в жилищни квартали), металургични индустрии и производство на перални машини и домакински уреди като цяло.
За разлика от други съседни градове жителите на Понте Сан Пиетро не могат да си позволят да живеят от селско стопанство: градът, роден в естествена долина на река Брембо, не позволява големи парцели земя за селскостопанска употреба. Поради това градът се променя след Втората световна война, превръщайки малкото култивирани полета в търговски и жилищни райони, благодарение преди всичко на услугите, предоставяни от Бергамо (мобилност с влакове и автобуси, болнични и здравни услуги, различни обществени офиси).
Икономиката на града се основава главно на търговията и текстилното и металургично производство.

## Инфраструктура и транспорт
Понте Сан Пиетро се намира по протежение на път SS 342, известен като "Briantea", който свързва град Бергамо с Комо. Гара „Понте Сан Пиетро“, разположена на кръстовището на ЖП линиите Леко-Бреша и Сереньо-Бергамо, се обслужва от регионални влакове, управлявани от Trenord съгласно договора за услуга, сключен с Регион Ломбардия.
Градският и крайградският обществен транспорт е гарантиран от автобусна линия, управлявана от ATB, която следва предишен трамваен маршрут – част от градската мрежа на Бергамо, активиран през 1925 г. и останал в експлоатация до 1958 г.

## Спорт
В града е базиран футболният клуб АК „Понте Сан Пиетро“, който играе в Серия D 2020-2021 г.